# Jean-Baptiste Poultier
Jean-Baptiste Poultier est un sculpteur français du XVIIe siècle, né à Huppy (Somme), dans le hameau de Poultières, en mai 1653 et mort à Paris le 18 novembre 1719. 

## Biographie

### Jeunesse et formation
Jean-Baptiste Poultier apprit la taille de la pierre avec un sculpteur d’Abbeville, Lempereur, qui avait décoré plusieurs églises de cette ville. Ce dernier, ayant constaté les qualités du jeune sculpteur, l'envoya se former à Paris en le recommandant à un statuaire de ses amis.
Ses débuts à Paris sont mal connus, mais il est probable qu'il était déjà établi au moment de son mariage, le 6 février 1678, à l'église Saint-Louis-en-l'Île. Il avait comme témoin Philippe Caffieri, ce qui montre qu'il était déjà reconnu comme un sculpteur reconnu à cette époque.

### Protégé de Charles Lebrun
Le 26 juillet 1683, il fut agréé par l’Académie royale de peinture et de sculpture. Le 24 mars 1694, il fut reçu définitivement comme membre de l'Académie avec une Vierge et un saint Jean, sur des dessins de Charles Le Brun, deux sculptures en bois qui furent déposées dans l'église Saint-Nicolas-du-Chardonnet, une église dont Le Brun avait réalisé la façade et où il possédait la chapelle Saint-Charles. La protection de Charles Le Brun laisse supposer qu'il avait déjà sculpté d'autres œuvres auparavant mais elles ne nous sont pas connues. Peut-être, Le Brun l'avait-il vu dans l'atelier de Legendre, son principal collaborateur pour la réalisation des sculptures de l'église. Ces sculptures ont été détruites à la Révolution française.
À partir de cette date, il apparaît dans les Comptes des bâtiments du roi pour des tâches qui allèrent en augmentant. Il fut d'abord chargé de réparations de bustes moulés d'après l'antique, puis d'un cadre en bois pour un portrait du roi qui lui est payé 660 livres le 25 février 1685. Il moula ensuite le groupe d'enfants au miroir coulé en bronze pour le bassin du Midi du parc du château de Versailles, payé 1 000 livres en 1686. Il avait réalisé le terme en marbre représentant Cérès qui lui fut payé 1 500 livres en 1688, pièce trouvée fort belle par Louis XIV. Il réalisa ensuite la statue de Didon sur le bûcher vers 1688 ou 1689. 
Dans le même temps, il travailla au Grand Trianon où il sculpta plusieurs chapiteaux de colonnes.
Il travailla aussi pour les châteaux de Marly (Compagne de Diane), de Fontainebleau (où il fit des ouvrages en bois et en plâtre) et de Meudon.

### Un sculpteur reconnu
Pour la chapelle du château de Versailles, il sculpte deux grandes statues, saint Athanase et saint Basile, d'environ trois mètres de haut, placées sur la balustrade extérieure du pourtour de la chapelle, à l'angle nord-est du chevet. À l'intérieur de la chapelle, il a exécuté deux bas-reliefs. Le premier est un groupe d'anges tenant les instruments de la Passion, le second est une allégorie de la Tempérance et de la Foi.
En 1691, il reçoit la commande de statues pour l'extérieur de l'église des Invalides : saint Jean-Baptiste, le prophète Élie et un Père de l'Église. Ces œuvres ont disparu. Les Comptes des bâtiments du roi mentionnent aussi une commande de 23 chapiteaux et 44 consoles ainsi que les modèles des arcs-doubleaux payés 714 livres. En 1692, on lui commande des sculptures pour deux dessus de porte et pour deux dessus de croisées des chapelles. 
Il est mentionné en 1690 pour la réalisation de sculptures dans l'hôtel de Vendôme, mais cet hôtel a été détruit pour établir la place Vendôme. Jean-Baptiste Poultier y intervient en 1700 pour exécuter et diriger les travaux de sculpture des chapiteaux, les bandeaux des fenêtres et tous les ornements de sculpture d'après Piganiol de La Force.  
À Paris, il travaille aussi pour la cathédrale Notre-Dame de Paris, entre 1699 et 1704. À l'exposition de 1704, il a présenté six morceaux de sculpture : un Christ en bronze sur sa Croix, Adam et Ève tentés par le serpent, un joueur de guitare, Apollon et Daphné, Vénus, Suzanne tentée par les deux vieillards. Ces œuvres ont disparu. En 1708, il a exécuté pour la cathédrale deux bas-reliefs qui étaient placées dans le chœur,la Charité et la Persévérance, qui sont elles aussi disparues.  
Dans l’église Notre-Dame-des-Victoires, il a réalisé le monument funéraire du marquis de L’Hôpital à une date inconnue. Ce tombeau a été détruit à la Révolution. Il n'en subsiste qu'une statue en forme de pleureuse ou de victoire.
À Amiens, il a réalisé pour la cathédrale les statues représentant saint François de Sales et saint Firmin. Elles sont sculptées en pierre blanche d'un seul bloc. Elles font environ deux mètres de hauteur et sont signées J. Poultier 1710 sur le socle. Le marché avait été passé avec le chapitre de la cathédrale le 2 mai 1709 pour la construction de la chapelle Saint-Jean.
En 1698, il avait sculpté un saint Sulpice, patron de l'église d'Huppy.

## Œuvres principales
- Sculptures dans le parc du château de Versailles : groupe d'enfants du bassin du Midi, statue de Cérès ;
- Chapelle du château de Versailles : Saint Athanase et Saint Basile et deux bas reliefs ;
- Église Saint-Nicolas-du-Chardonnet : Crucifix, et sculptures en bois de la Vierge et de Saint-Jean. Ces deux dernières statues lui ont permis d'être reçu à l'Académie royale de peinture et de sculpture ;
- Cathédrale Notre-Dame de Paris : Christ en bronze sur sa Croix, Adam et Ève tentés par le serpent, deux bas-reliefs (la Charité et la Persévérance) ;
- Église de l'hôtel des Invalides : saint Jean-Baptiste, le prophète Élie et un Père de l'Église ;
- Église Notre-Dame-des-Victoires : mausolée du marquis de l'Hôpital ;
- Cathédrale d'Amiens : saint François de Sales et saint Firmin ;
- Église d'Huppy : saint Sulpice.
- Statue de Diane de la fontaine éponyme, à Bolbec au XXIe siècle[2]

## Pour approfondir